# خانه مختاری
خانه مختاری مربوط به اواخر دوره قاجار است و در شهرستان گناباد، بخش مرکزی، روستای ریاب واقع شده و این اثر در تاریخ ۱۹ مرداد ۱۳۸۴ با شمارهٔ ثبت ۱۲۹۳۶ به‌عنوان یکی از آثار ملی ایران به ثبت رسیده است.